# Kankerverwekkende straling
Kankerverwekkende straling is eigenlijk een synoniem van ioniserende straling. Deze straling kan de structuur van chemische verbindingen aantasten, dus ook van het DNA. Worden slechts enkele cellen aangetast, dan heeft dat meestal geen ernstige gevolgen. Vaak zal de aangetaste cel afsterven. De kans bestaat echter dat het beschadigde DNA tot gevolg heeft dat de cel zich ongebreideld gaat delen. Daardoor ontstaan er meer cellen met het beschadigde DNA, die zich ook gaan delen, met kanker als gevolg.
Worden sperma- en ei-cellen aangetast, dan kan dat leiden tot misvorming van het nageslacht. Het DNA van deze cellen wordt immers in alle cellen gedupliceerd.
Straling kan ook cellen vernietigen. Vooral sneldelende cellen (zoals kankercellen) zijn hier gevoelig voor. Hiervan wordt bij therapeutische bestraling gebruikgemaakt om kankercellen te vernietigen.